# Waledac
Waledac — ботнет, сделанный для рассылки спама. Достиг своего пика в 2009 году, входил в десятку крупнейших ботнетов мира. За трёхнедельный период (3—21 декабря 2009 года) ботнет разослал 651 млн сообщений только по Hotmail. По оценкам за некоторое время до деактивации ботнет рассылал 1,5 млрд сообщений в день.
Во время операции «b49» были отключены 277, 276 или 273 интернет-доменов, в результате чего от Waledac было отключено от 70 до 90 тыс. устройств.